# Коцьк
Коцьк (пол. Kock) — місто в східній Польщі.
Належить до Любартівського повіту Люблінського воєводства.

## Демографія
Демографічна структура станом на 31 березня 2011 року:
|          | Загалом | Допрацездатний вік | Працездатний вік | Постпрацездатний вік |
| -------- | ------- | ------------------ | ---------------- | -------------------- |
| Чоловіки | 1670    | 341                | 1156             | 173                  |
| Жінки    | 1809    | 349                | 1064             | 396                  |
| Разом    | 3479    | 690                | 2220             | 569                  |